# جمجمة دمانيسي 3

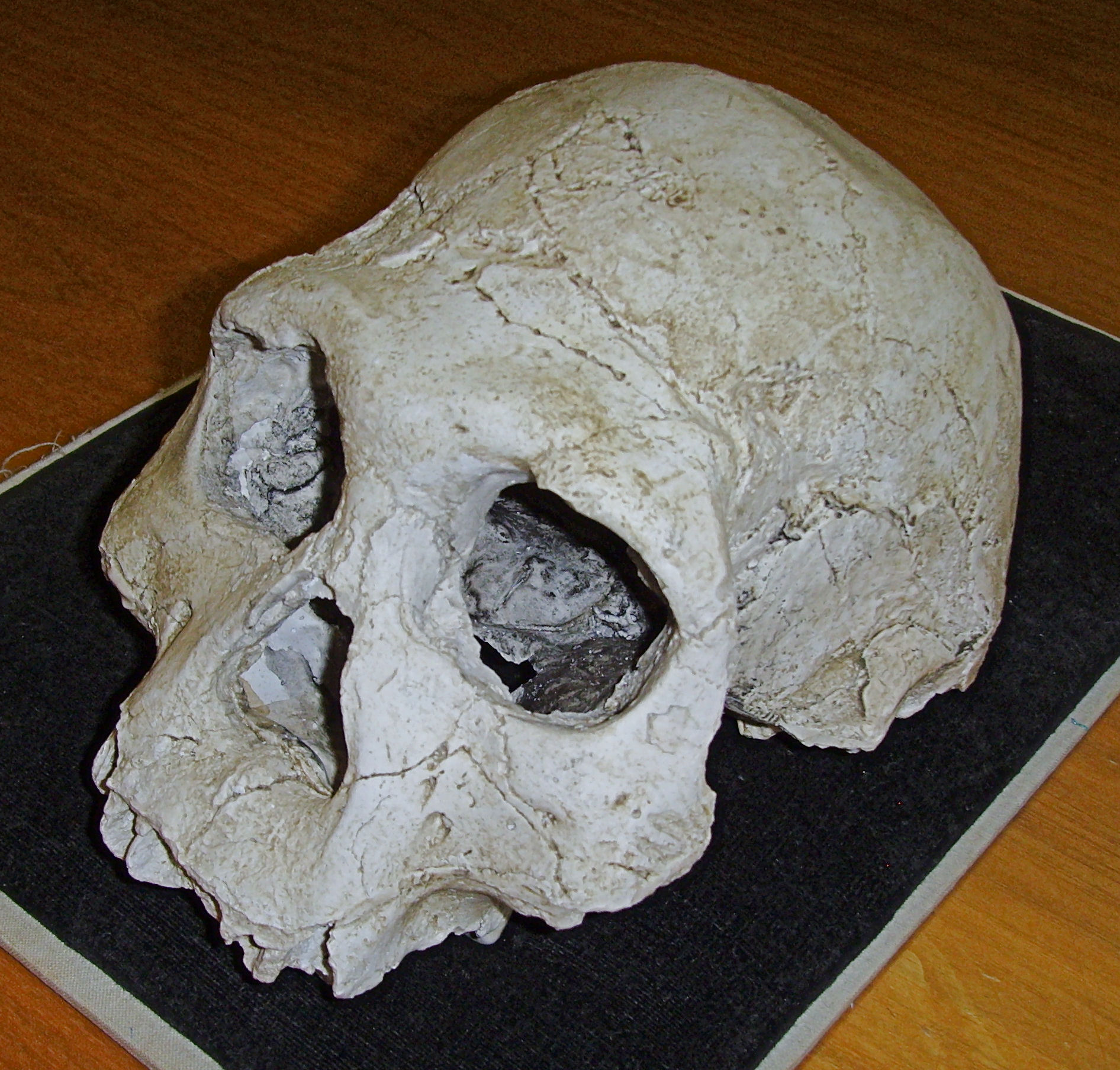

جمجمة دمانيسي 3 المعروفة بالرقم D2700، هي جمجمة تعود لجنس الإنسان المنتصب إنسان منتصب، تمَّ اكتشافها في مدينة دمانيسي الأثريَّة في جورجيا عام 2001، وكانت الجمجمة كاملة تقريباً وبحالة جيدةً جداً عند العثور عليها.
في عام 2013 تمَّ اكتشاف جمجمة دمانيسي الخامسة، وبذلك أصبح هناك خمس جماجم أثريَّة قيمة جداً عُثر عليها في هذا الموقع، وأدى هذا الاكتشاف لجدل واسع بين العلماء حول النوع البشري التي تنتمي إليه هذه الجماجم، أو أنَّ البشر في النهاية ينتمون لسلالة واحدة تعرَّضت للتطور.

## الاكتشاف
تمَّ العثور على جمجمة دمانيسي 3 في عام 2001 بعد عقدٍ واحد فقط من اكتشاف أول جمجمة في هذا الموقع في 24 سبتمبر 1991 والتي أطلق عليها لاحقاً جمجمة دمانيسي 1 والتي تعود لشاب يبلغ من العمر بين 18 – 20 سنة عند وفاته، أمَّا جمجمة دامنيسي 3 فيعتقد أنَّها تعود لرجل راشد يبلغ من العمر قرابة 30 سنة عند الوفاة ، أمَّا الجمجمة الأخيرة المعروفة بدمانيسي 5 فعثر عليها عام 2005 فكانت تحتوي على ميزات نادرة الوجود في الجماجم القديمة مع فك سفلي شبه كامل عثر عليه عام 2000.

## الاختلافات بين الأنواع
كان يُعتقد أنَّ الاختلافات التفصيليَّة بين جمجمة دمانيسي 3 وبين بقية الجماجم تعود إلى اختلاف تصنيفي بينها ، مع ذلك فدماغ جمجمة دمانيسي صغير إلى حد يتعارض مع خصائص دماغ الإنسان المنتصب، ممَّا دفع بعض الباحثين لتصنيفها ضمن الفرع الحديث من الإنسان المنتصب المعروف H. georgicus.

## الاختلاف حول جنس الجمجمة
يُشير حجم جمجمة دمانيسي الصغير مقارنةً بالجماجم الأخرى إلى أنَّها قد تكون جمجمة أنثى، ومع ذلك فهناك جدل حول هذا الموضوع وشك في تحديد جنس الجمجمة خصوصاً عند الأخذ بعين الاعتبار الأنياب العلوية الكبيرة وبعض المظاهر الأخرى.
جماجم دمانيسي الخمسة
- جمجمة دمانيسي الأولى D2280
- جمجمة دمانيسي الثانية D2282
- جمجمة دمانيسي الثالثة D2700
- جمجمة دمانيسي الرابعة D3444
- جمجمة دمانيسي الخامسة D4500